# Station Jeżów
Station Jeżów is een spoorwegstation in Polen.